# الاتحاد الروسي للصناعيين ورجال الأعمال

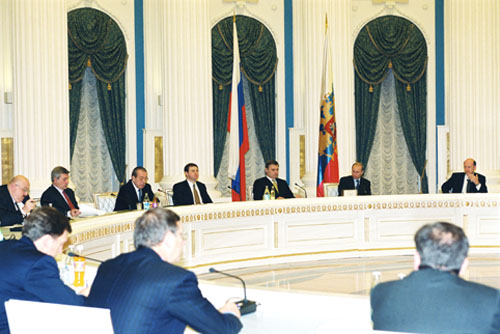
فلاديمير بوتين في اجتماع مع الاتحاد سنة 2001.

الاتحاد الروسي للصناعيين ورجال الأعمال وهي جماعة ضغط مقرها في موسكو، ويعزز مصالح تجارية في روسيا. فقد أكثر من 1000 عضوا، بما في ذلك الشركات الخاصة والمملوكة للدولة، والمصانع، ومحطات الأجنبية والروسية. يمثل RSPP خليفة في الاتحاد الروسي الاتحاد السوفياتي اتحاد العلمي والصناعي السابق [1] تأسست في صيف عام 1990.